# Port lotniczy Jinggangshan
Port lotniczy Jinggangshan (IATA: JGS, ICAO: ZSJA) – port lotniczy położony w Ji’an, w prowincji Jiangxi, w Chińskiej Republice Ludowej.

## Linie lotnicze i połączenia
| Linia Lotnicza          | Kierunek |
| ----------------------- | --- |
| Air China               | 1. Pekin 2. Pekin-Daxing                                                                                    |
| Chengdu Airlines        | 1. Chengdu-Tianfu 2. Fuzhou 3. Xiamen                                                                       |
| China Eastern Airlines  | 1. Guangzhou 2. Guiyang 3. Hangzhou 4. Kunming 5. Nankin 6. Nanning 7. Szanghaj-Pudong 8. Shenzhen 9. Xi’an |
| China Southern Airlines | 1. Jieyang 2. Zhengzhou                                                                                     |
| Fuzhou Airlines         | 1. Harbin 2. Sanya                                                                                          |
| Loong Air               | 1. Jinan 2. Zhuhai                                                                                          |
| Shanghai Airlines       | 1. Haikou 2. Szanghaj-Hongqiao                                                                              |
| Spring Airlines         | 1. Chongqing 2. Ningbo                                                                                      |
| West Air                | 1. Chongqing 2. Hefei 3. Lijiang 4. Xiamen                                                                  |